# Hambühren
Hambühren est une commune de Basse-Saxe (Allemagne), située dans l'arrondissement de Celle.

## Géographie
Hambühren est située à environ 6 km du centre de Celle. Le nord du territoire de la commune est traversé par l'Aller.

### Regroupement
La commune de Hambühren se compose à côté des deux localités de Hambühren (le village dit Hambühren I et la cité dit Hambühren II) des localités de Allerhop, Oldau, Ovelgönne, Rixförde et Schönhop.

## Histoire
Hambühren a été mentionnée pour la première fois dans un document officiel en 1235 et Oldau en 1378. Overgönne a été fondée en même temps que la mine de potasse, tandis que la première mention par un document comme maison forestière remonte au début du XVIIe siècle. Le 13 octobre 1857, Hambühren a été victime d'un grand incendie, détruisant cinq des onze villages circulaires. En 1925, la mine de potasse qui employait jusqu'à sept cents personnes ferme.
Durant la Seconde Guerre Mondiale, une fabrique de munitions a été construite à Ovelgönne, employant des travailleurs forcés (voir KZ-Außenlager Hambühren (de)). Après la guerre, bon nombre des bunkers abritant les munitions furent reconstruits en immeubles d'habitation. En 1950, des réfugiés de guerre du Camp de Reinsehlen (de) sont installés à Hambühren II après être passé par Schneverdingen. Beaucoup sont restés définitivement.
La municipalité actuelle de Hambühren a été créée le 1er janvier 1970 dans le cadre d'une réforme des collectivités locales.

## Héraldique
Le blason municipal représente deux corps de ferme à colombages blanchies à la chaux sur un fond vert et en dessous un engrenage d'argent, un anneau en or fait le lien.

## Religion
La religion principale de la ville est le protestantisme.

## Lieux et monuments

### Églises

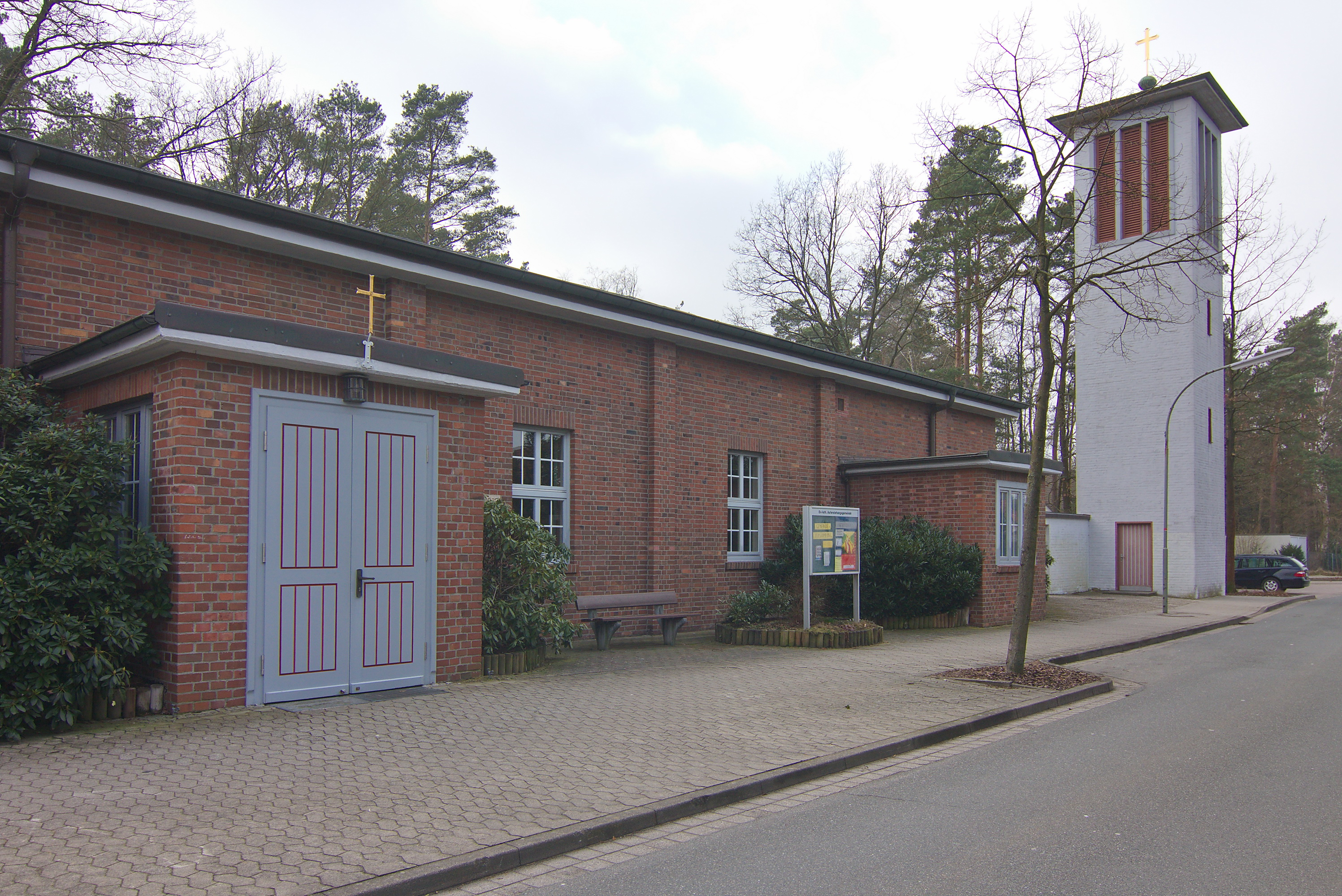
Temple de Hambühren

À Hambühren se trouve le temple de la Résurrection qui est la dernière "église-bunker" d'Allemagne. Les anciennes salles de production de l'usine de 1940 ont été reconstruites pour devenir l'église. Après la construction du clocher en 1963, en 1992 le bâtiment est déclaré monument historique contemporain.

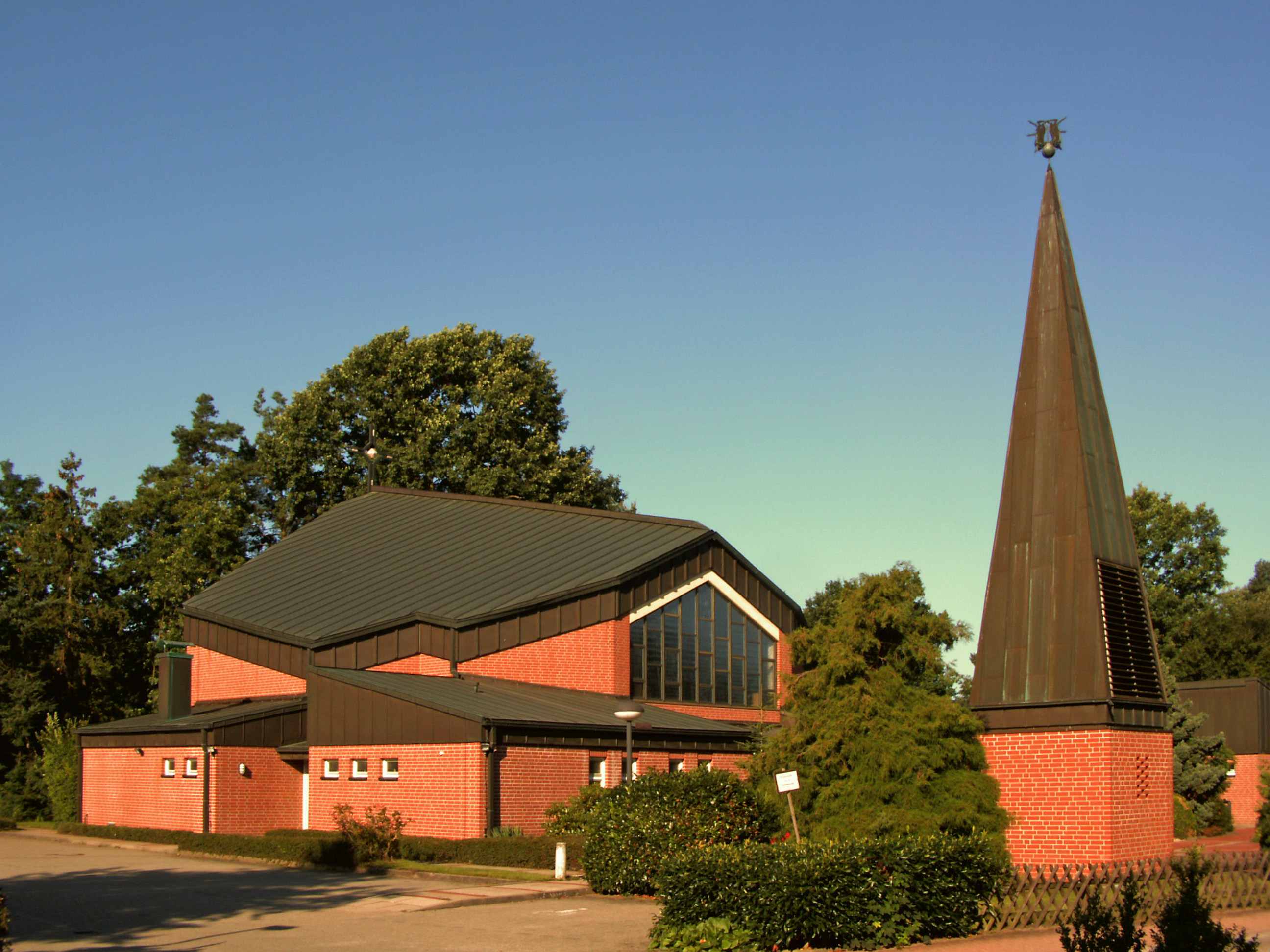
Église de Hambühren

En 1950, une église catholique provisoire est également établie dans un ancien entrepôt (au 9-11 Kirchstraße). En 1987, une nouvelle église est construite et en 1993, le campanile. L'ancienne église sert maintenant sert à des fins profanes.

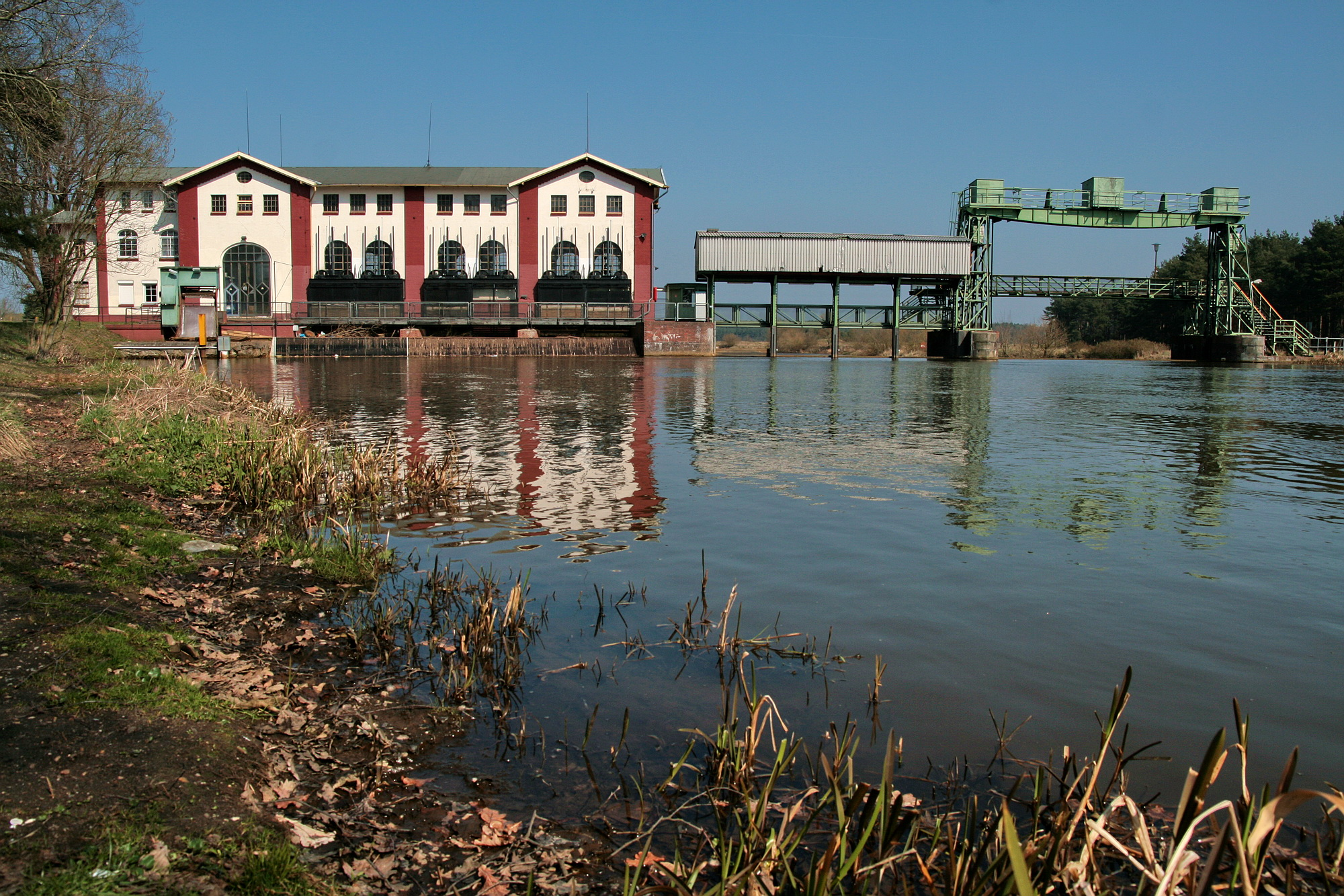
La centrale hydroélectrique

### La centrale hydroélectrique
À Oldau, sur une île sur la partie canalisée de l'Aller, se trouve la seule centrale hydroélectrique dans le nord de l'Allemagne, qui est encore largement préservée dans son état original. Construite en 1911, elle n'a servi qu'à la production d'électricité jusqu'à sa fermeture en 1972. Mais elle est remise en activité en 1983.

### Le canal de Fuhse
Le canal de Fuhse (de) ou Aller-Fuhse se situe à l'est de la commune. La route communale passe au-dessus du canal par le pont en arc probablement le plus ancien de l'arrondissement de Celle (construit en 1795, rénové en 1995).

## Routes et infrastructures
Hambühren se situe sur la Bundesstraße 214 entre Celle et Nienburg/Weser.

## Jumelages
- Verson (France)
- Tourville-sur-Odon (France)
- Buk (Pologne)

## Source, notes et références
1. ↑  « Les villes », sur jumelage.de.lodon.free.fr (consulté le 3 juillet 2023).

- (de) Cet article est partiellement ou en totalité issu de l’article de Wikipédia en allemand intitulé « Hambühren » (voir la liste des auteurs).